# Clathria fallax
Clathria fallax är en svampdjursart som först beskrevs av James Scott Bowerbank 1866.  Clathria fallax ingår i släktet Clathria och familjen Microcionidae. Inga underarter finns listade i Catalogue of Life.